# 无线本地环路
无线本地环路（英語：Wireless local loop ，WLL），指采用无线通信技术建立最后一公里连接，通常是电话或者宽带因特网接入服务。相同类型的术语有宽带无线接入（ Broadband Wireless Access），固定无线接入（ Fixed Wireless Access）等。

## 固定无线服务的定义
无线本地环路（WLL）是指利用无线技术（包括微波、蜂窝通信、无绳电话）为固定用户区域的移动用户提供电信业务。简单的说，用无线连接来代替用户终端和公共服务之间的有线电缆。一般来说，在用户环路段采用无线技术提供电信业务的无线传输系统均属无线本地环路（WLL）。
固定无线终端（Fixed Wireless Terminal ，FWT）单元不同于传统的使用蜂窝网络（如GSM）的移动终端单元（如手机），不同之处在于固定无线终端或桌面电话的位置是有限制的，也就是说不需要漫游能力。无线本地环路和固定无线终端是以无线电通信技术和设备为基础的通用词汇，具体的实现可以由各种各样的无线技术完成。

## WLL的优缺点和用途

### 优点
- 经济。无线本地环路初期投资与有线用户相当，但运营维护费大大低于有线用户环路，而且成本与距离因素关系不大，用于农村及边远地区有优势。
- 能迅速提供业务
- 灵活可变。方便按需要调整网络结构及任务量
- 安全可靠。
- 容量大。特别是采用小区覆盖，频率可重复使用

### 缺点
- 质量不如有线用户环路
- 占用频谱资源
- 易受环境变化影响

### 用途
总之，无线本地环路在发达地区可以作为有线网的补充，能迅速及时替代有故障
的有线系统或提供短期临时业务；在农村或边远地区可广泛用来替代有线用户环路，
节省时间和投资。

## 移动技术
常见的技术有码分多址（CDMA），时分多址（TDMA）。模拟的接入技术有类比式移动电话系统（AMPS），这个标准时第一代移动电话系统（1G），独立定义了调制，协议，错误检测等等各个方面。

## 应用部署
无线本地环路市场是目前一个高速增长的市场，为互联网服务供应商提供了一种方便的互联网接入方法，省去了有线网络布线等麻烦。在美国，由于数量庞大的802.11“Wi - Fi”设备和软件，再加上 ISM频段不需要频谱牌照，该行业已远远领先于监管者和标准制定机构。

## 市场前景
目前许多WLL业务都集中在发展中国家，他们可以避免传统的布线布电缆工程中所花费的长时间和高成本，用WLL建立基本的电信业务；并且在许多发达国家也一直关注并发展WLL技术。因为这种技术为电话网络的其余地区如边远或人口稀少地区提供了一种更好的入网方法。
到2000年大约在99个国家有300多个WLL试验网安装完成或正在安装中，这些网络主要由20多个知名的供应商提供。当前在WLL市场参与中，许多领先者都是蜂窝系统或公共网络的供应商。这些蜂窝系统供应商由于有蜂窝设备的建设经验，能降低WLL设备的成本，向运营商提供WLL设备，参与WLL的市场。
而对于资金较小的供应商，他们将和新的运营商一起，抓住这日益增长的WLL市场，也会有很大的发展空间。
目前，WLL技术备受人们的青睐，已经成为：
- 推进竞争服务的手段；
- 促进经济增长和减少电话等待时间的手段；
- 提高城乡地区比有线电话成本更低廉的电信服务手段，更有效地适用于边远地区或经济落后的地区；
- 捕捉Internet市场增长的真正潜力。[1]

## 无线本地回路标准
- 移动

- CDMA
- TDMA
- GSM
- 小灵通

- 固定或本地局域网

- IEEE 802.11，已经是无线本地环路事实上的标准。
- WiMAX 或者 IEEE 802.16